# درون‌است
درون‌اُست یا اندوست یا اندوستئوم (انگلیسی: Endosteum) غشایی است که حفره‌های میانی استخوان را می‌پوشاند.
درون‌است پوشش داخلی استخوان مجاور با مغز استخوان می‌باشد. این لایه از سلول‌های فیبروبلاست که همراه سلول‌های دوکی‌شکل غیرفعال یا پیش‌استخوان‌ساز، و بافت همبند ظریفی می‌باشد تکمیل می‌گردد، در افراد بالغ بر سختی آن افزوده می‌شود.
حفره میانی یا کانال مدولری حفره‌ای است که در درون قسمت دیافیزی استخوان بلند است و حاوی مغز استخوان است. مغز استخوان خون‌سازی می‌کند. سطح داخلی این حفره را پرده‌ای به نام درون‌است می‌پوشاند که حاوی سلول‌های استئوبلاست است. این سلول‌ها در موقع شکستگی استخوان فعال شده و استخوان جدید می‌سازند.